# Даниловка (Родинский район)
Даниловка — исчезнувший посёлок в Родинском районе Алтайского края. Располагался на территории современного Раздольненского сельсовета. Упразднён в 1982 году.

## География
Располагался в 5,5 км к западу от села Раздольное.

## История
Основан в 1921 году. В 1928 году деревня Даниловка состояла из 32 хозяйств. В составе Ивановского сельсовета Родинского района Славгородского округа Сибирского края.

## Население
По переписи 1926 г. в деревне проживало 158 человек (77 мужчин и 81 женщина), основное население — украинцы.